# デムナ・ヴァザリア
デムナ・ヴァザリア（グルジア語: დემნა გვასალია、Demna Gvasalia、1981年3月25日 - ）は、ジョージア出身のファッションデザイナーである。2014年、ファッションブランド「ヴェトモン」を立ち上げ、2020年に同ブランドから退任後、ケリング・グループのブランド「バレンシアガ」のアーティスティック・ディレクターに就任。弟は、グラム・ヴァザリア。

## 経歴
ジョージア人の父親とロシア人の母親のもとに生まれる。12歳でアブハジア紛争に巻き込まれ生まれ故郷を去りトビリシに移住。1997年、トビリシ国立大学に入学。国際経済学を学んだ。2001年に学位を取得。同年、ドイツのデュッセルドルフに移り住む。ベルギーのアントワープに移住、その後アントワープ王立芸術学院へ入学した。2006年、同学院のファッションデザイン学科修士課程を卒業した。
2009年、アントワープにて、中里唯馬などとショールームを開設。メゾン マルジェラのレディースデザイナーとしてキャリアをスタート。
2013年、ルイヴィトンのウィメンズのシニア・デザイナーに抜擢。
2014年、ファッションブランド「ヴェトモン」を設立。同年10月、パリで初となるウィメンズのプレタポルテ・コレクションを発表する。2015年10月7日、バレンシアガのアーティスティック・ディレクターに就任。
2016年3月、アーティスティック・ディレクターに就任後初となる2016年秋冬ウィメンズコレクションのランウェイショーを開催。
2020年、自身のブランド「ヴェトモン」を退任した。